# Májmétely
A májmétely (Fasciola hepatica) egy élősködő laposféreg a közvetett fejlődésű mételyek (Digenea) osztályából. A szívó férgek családjába tartozó élősködő, amely emberekben is előfordul, főképpen az epeutakban, de kivételesen a tüdőben, vérerekben és a test különböző részein keletkező daganatokban. Hossza 25–32 mm., szélessége 8–13 mm. Ritkább az előfordulása a negyed ekkora fajnak, valamint az amerikainak mely kétszer ekkora. Elülső része kúp alakú, hátulsó része levélszerűen ellapult.

## Fejlődési ciklusa
Köztigazdája Európában rendszerint a törpe iszapcsiga (Galba truncatula), végleges gazdái többnyire kérődzők. A végleges gazda ürülékével távozó pete vízbe mosódik, itt miracídium lárva kel ki belőle, amely úszva keresi a csigát. A csiga bőrén át behatolva sporocisztává alakul, melynek testében mintegy tíz rédia lárva képződik. Ezeken már megjelenik a szájnyílás és a bélcsatorna is. Minden rédia testében újabb ivartalan szaporodási folyamat eredményeképpen mintegy húsz farkos cerkária lárva jön létre. Ezek a csiga testfelületén át kifúrják magukat – a csigát elpusztítva – és farokszerű mozgásszervük segítségével a vízparti növényzet leveleire vándorolnak. Itt ellenálló tokot képeznek maguk köré, azaz metacerkária lárvává alakulnak. Az emlősök – elsősorban a kérődzők – legelés közben fertőződhetnek a metacerkáriával. A bélcsatornában a fiatal métely kiszabadul a tokból, előbb a májba furakodik, majd később az epeutakban telepszik meg és itt vérrel táplálkozik. Az epeutakban létrehozott peték a bélcsatornán át a külvilágba ürülnek.